# Ronald & Ruby
Ronald & Ruby was een Amerikaans interraciaal pop-zangduo, dat bestond uit de Afro-Amerikaan Ronald Gumm (of Gumps) en de blanke Beverly 'Ruby' Ross.

## Geschiedenis
Interraciale popgroepen waren toentertijd niet erg hoog aangeschreven en de groep verscheen niet in het openbaar of in belangrijke pers- en tv-activiteiten. Ze hadden eerder al samengewerkt als songwriters. Vermeldenswaardig zijn Young and Hungry For Love, Frankenstein Rock, Fat Pat, Soul Mates, Don't Come to My Party en The Ghost of Love. In 1958 publiceerden ze samen de single Lollipop, die een hit werd in de Verenigde Staten met een 20e plaats in de Billboard Hot 100. De song werd gecoverd door The Chordettes en The Mudlarks.
Ze publiceerden verdere singles, waaronder Love Birds. Ross ging verder als songwriter en registreerde bijna 200 songs bij BMI, inclusief Candy Man en Judy's Turn to Cry.